# Titanomachie
Pour les articles homonymes, voir Titanomachie (homonymie).
Ne doit pas être confondu avec Gigantomachie.

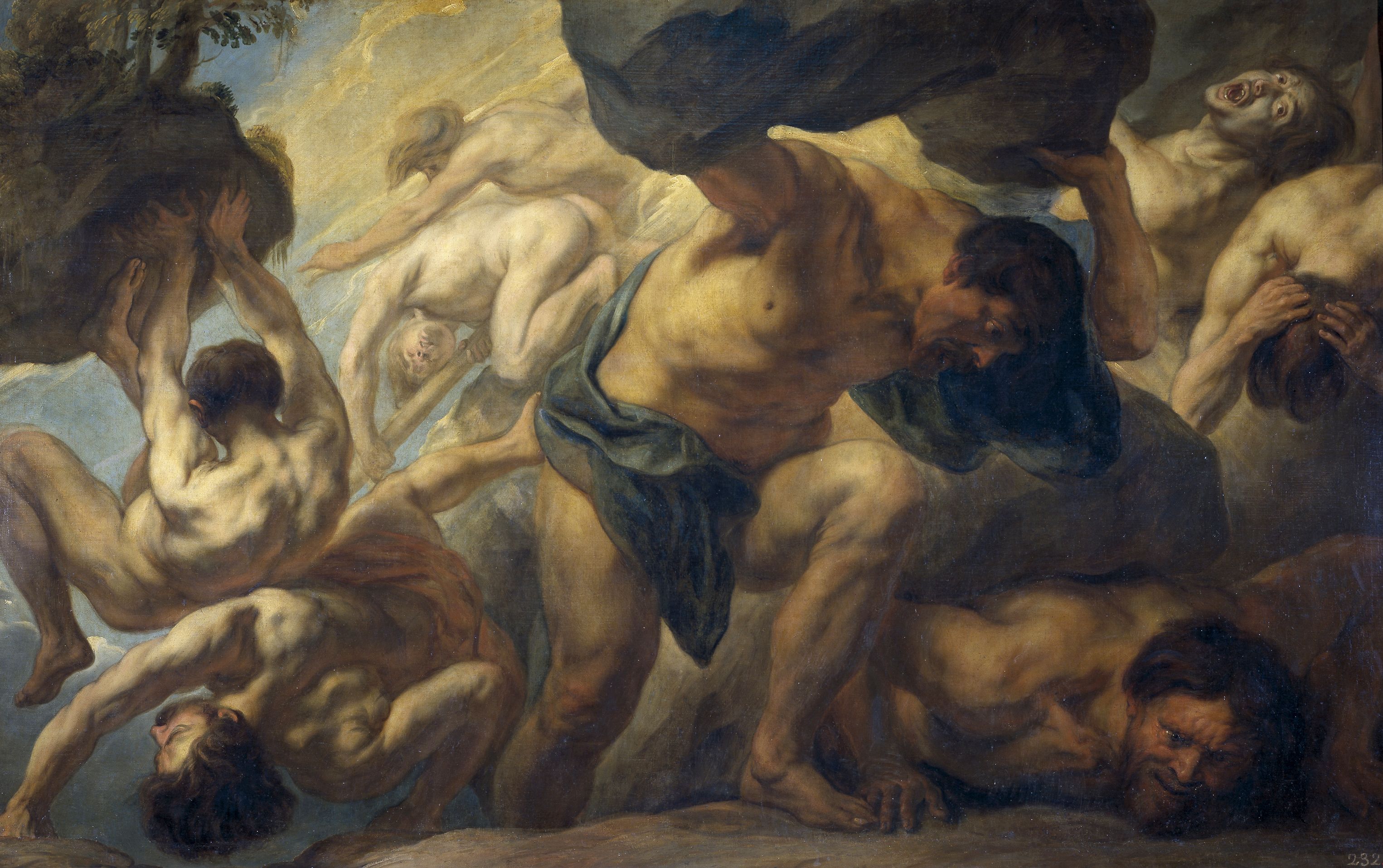
La Chute des Titans, par Jacob Jordaens (vers 1636-1638). Musée du Prado (Madrid).

La Titanomachie (en grec ancien Τιτανομαχία / Titanomakhía, littéralement « combat contre les Titans ») est un épisode de la mythologie grecque racontant la lutte entre les Titans menés par Cronos, face à Zeus et la première génération de dieux, les Cronides, alliés aux Hécatonchires et aux Cyclopes. Elle se termine par la victoire des dieux et de leurs alliés.
La source principale est le récit qu'en fait Hésiode dans sa Théogonie.

## Mythologie

### Les causes
Après avoir émasculé son père Ouranos sur ordre de sa mère Gaïa, Cronos prend sa place, et précipite dans le Tartare ses frères et sœurs, les Hécatonchires et les Cyclopes, autrefois prisonniers de leur père. Il épouse ensuite sa sœur Rhéa mais avale les enfants qui naissent de cette union, les Cronides, car son père Ouranos lui avait jeté une malédiction : lorsque le fils de Cronos atteindra l'âge adulte, il se retournera lui aussi contre son père. Il engloutit donc dans l'ordre Hestia, Déméter, Héra, Hadès et Poséidon. Mais le dernier né, Zeus, échappe à ce triste sort grâce à sa mère, Rhéa, qui se réfugia en Crète pour accoucher.
Rhéa remplaça Zeus par une pierre emmaillotée, l'omphalos, que Cronos engloutit sans se douter de rien. Elle le confie à une communauté masculine qui habite l'île de Crète, les Curètes, qui placent le berceau dans un chêne, suspendu à une branche au cas où, par malheur, Cronos aurait eu des soupçons. Cronos est dans l'impossibilité de le découvrir car Zeus ne se trouve vraiment ni dans le ciel, ni sur terre, encore moins dans la mer ou dans l'eau. Seulement, le bébé crie très fort ; alors, pour couvrir ses cris, les Curètes font un vacarme épouvantable en dansant autour de l'arbre.
C'est au milieu de ce bruit que grandit Zeus grâce au lait d'une chèvre, Amalthée, qui sera plus tard récompensée par le dieu. Elle est encore aujourd'hui une constellation (le Capricorne) et sa corne, emplie de fruits et de produits de la terre, est restée un symbole de prospérité : on l'appelle la corne d'abondance.

### L'affrontement

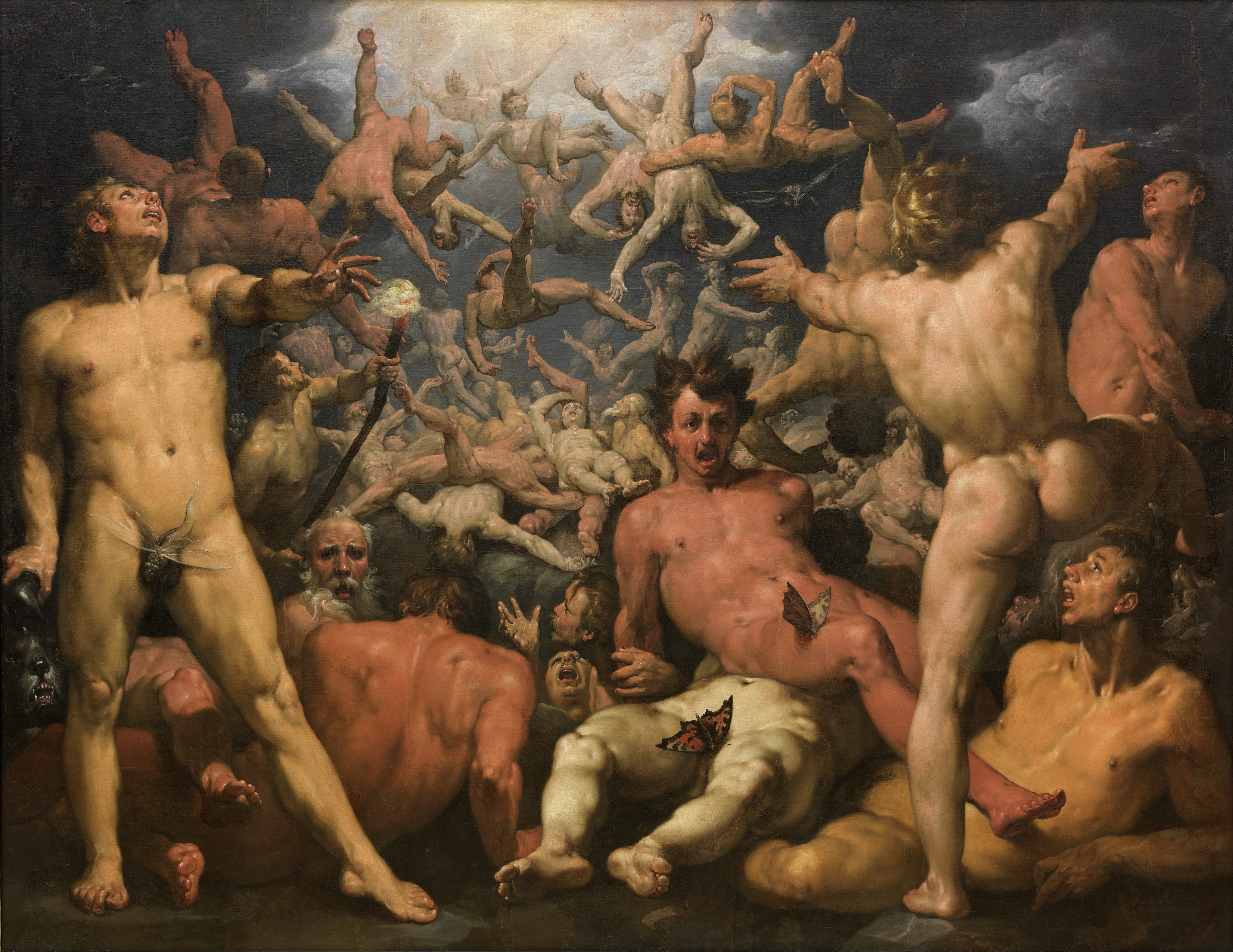
La Chute des Titans, par Cornelis van Haarlem (1588). Statens Museum for Kunst (Copenhague).

Quelques années plus tard, Zeus, devenu grand, pense que le temps est venu de libérer ses frères et sœurs et de se venger de son père. Il rend visite à sa cousine Métis (fille d'Océan et de Téthys). La titanide lui conseille d'entrer au service de son père. Cronos, certain d'être débarrassé de tous ses enfants, engage Zeus comme domestique. Un jour, alors qu'il lui sert à boire, Zeus lui donne une bonne rasade de vomitif au lieu de vin. Cronos commence à vomir la fameuse pierre, puis ses autres enfants. Délivrés, ils se révoltent aussitôt contre leur père : la guerre éclate. Cronos appelle à son aide les autres Titans ; Zeus, de son côté, tue la gardienne du Tartare, Campé, et délivre les Hécatonchires, les Cyclopes et tous les autres prisonniers de Cronos pour s'en faire des alliés.
De son côté, Océan, l'aîné des Titans, garantit son appui à Zeus et à ses frères en envoyant sa fille Styx et ses petits-enfants (parmi lesquels Niké, la déesse de la Victoire) rejoindre l'armée des fils de Cronos. Zeus bénéficie en outre des dons oraculaires de sa tante Thémis et de son cousin Prométhée, tous deux ayant prévu dès les débuts du conflit la défaite des Titans. Les parties adverses ainsi constituées, chaque groupe établit son propre campement, les Titans choisissant le mont Othrys, alors que Zeus et ses alliés s'installent sur le mont Olympe. Pour montrer leur reconnaissance, les Cyclopes, excellents forgerons, fabriquent pour les dieux des armes terribles : le foudre (mot masculin) pour Zeus, un trident pour Poséidon et la kunée pour Hadès, casque qui rend invisible. Grâce à cette aide précieuse, la victoire pour les Olympiens est relativement rapide, bien qu'Hésiode fasse état d'un conflit ayant duré « dix grandes années divines » (soit plusieurs siècles humains).

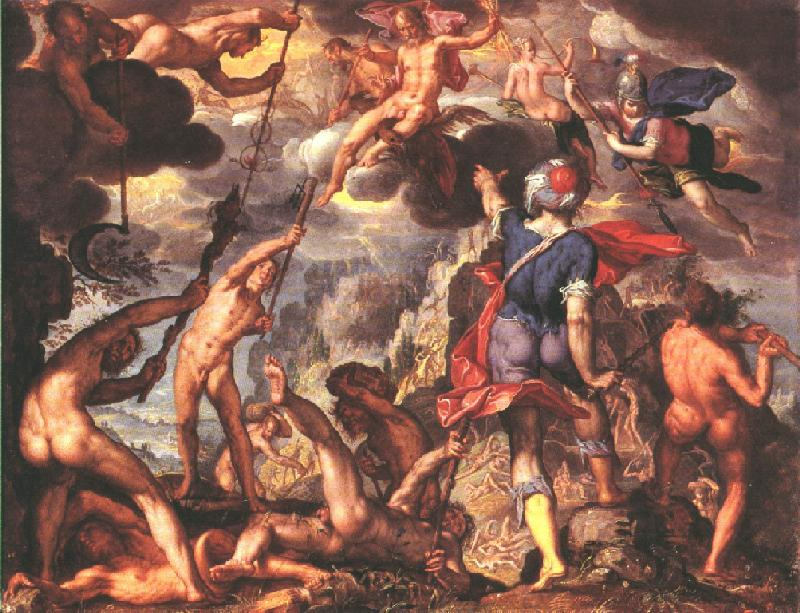
La Bataille entre les dieux et les Titans.
Tableau de Joachim Wtewael (1600).

### Suites de l'affrontement
Zeus succède à son père, à la tête d'une nouvelle génération de dieux. Il obtient le ciel et la souveraineté absolue tandis que son frère Hadès dirigera le monde souterrain et le royaume des morts et que Poséidon règnera sur la mer et les eaux. Zeus s'occupe ensuite d'organiser la demeure des dieux. Il choisit la plus haute montagne du monde connu à l'époque, l'Olympe. À la fin de la Titanomachie, certains Titans furent châtiés à la suite de leur défaite : Cronos et ses frères (à l'exception notable d'Océan, allié de Zeus, et selon certains, d'Hypérion) furent envoyés dans le Tartare tandis qu'Atlas fut condamné à tenir éternellement la voûte du ciel sur ses épaules.
D'autres, comme Prométhée et Épiméthée, ayant été d'une aide précieuse à Zeus, furent récompensés. Zeus épargna les Titanides, restées neutres durant toute la durée du conflit et récompensa Styx en faisant d'elle la puissance présidant au grand serment des dieux. Dans la plupart des traditions post-hésiodiques, Zeus finit néanmoins par relâcher Cronos et les Titans de leur prison souterraine pour les envoyer résider aux Champs Élysées ou dans une île mystérieuse située dans le Nord (sources diverses, dont Eschyle, Trilogie de Prométhée). Sur une représentation du combat suivant de Zeus contre les Géants, la frise de la gigantomachie du Grand Autel de Pergame, les Titanides combattent aux côtés des Olympiens.